# Gals
Gals (französisch Chules, berndeutsch Gaus) ist eine politische Gemeinde im Verwaltungskreis Seeland des Kantons Bern in der Schweiz. Von den Bewohnern sind rund 60 % deutschsprachig und 40 % französischsprachig.

## Geographie
Das Gemeindegebiet umfasst Teile der Zihlebene mit dem Zihlkanal und des Jolimont, an dessen nordwestlichem Fuss sich die Hauptsiedlung befindet. Die westliche und nördliche Gemeindegrenze bildet der Zihlkanal, dieser ist zugleich auch die Kantonsgrenze vom Kanton Bern zum Kanton Neuenburg. Südlich liegen von West nach Ost die Gemeinden Gampelen, Tschugg und Erlach. Auf der Ostseite des Gemeindegebietes stösst sie an den Bielersee. Auf der anderen Zihlseite liegen von West nach Ost die Gemeinden Laténa, Cornaux, Cressier und Le Landeron. Das heutige Gemeindegebiet entstand als Folge der ersten Juragewässerkorrektion, wobei auch die Grenzen verschoben wurden.

## Geschichte
Die Gegend ist schon seit Jahrtausenden besiedelt. Bis heute sind drei jungsteinzeitliche Flussufersiedlungen gefunden worden, die sich zumindest teilweise auf dem heutigen Gemeindegebiet befinden. Auch ein grosses, bronzezeitliches Dorf konnte nachgewiesen werden. Auf dem Jolimont befinden sich Grabhügel aus der Bronze- und der Eisenzeit. Es wurde auch ein Gräberfeld aus der jüngeren Eisenzeit gefunden. Beim Niederhölzli bestand schon in der Eisenzeit eine Brücke über die Zihl, diese wurde mehrmals erneuert und stürzte im 1. Jahrhundert vor Christus ein. Es muss aus gefundenen Strassenstücken auch angenommen werden, dass eine Römerbrücke bestand. Diese wurde aber anlässlich der Juragewässerkorrektionen nicht angegraben. Daneben befand sich bei Zihlbrücke ebenfalls seit der Eisenzeit eine Brücke, dort konnte die Römerbrücke nachgewiesen werden. Das Gemeindegebiet muss während der Römerzeit besiedelt gewesen sein, schräg gegenüber auf der anderen Zihlseite bei Thielle befand sich ein römischer Ort. Die gefundenen Spuren deuten auf eine Brückenkopfsiedlung oder eine Gruppe Gutshöfe. Aus der Zeit der Völkerwanderung stammt ein Gräberfeld, welches sich auf der Ruefgumme östlich des Dorfes befindet. Im 12. und 13. Jahrhundert bekam die Abtei St. Johannsen in mehreren Schritten grundherrliche Stellung über Gals. Mit der Reformation wurde aus der Abtei die Landvogtei St. Johannsen. Diese enthielt nur die Gemeinde Gals. Erst 1551 wurden die Dorfbewohner aus der Leibeigenschaft entlassen. Mit der Auflösung der Helvetischen Republik im Jahre 1803 wurde die Vogtei nicht wiederhergestellt, sondern in den Bezirk Erlach eingefügt.
Der Ortsname Gals stammt wohl aus vorromanischer Zeit. Der französische Name Chules wird heute kaum mehr verwendet.

## Sehenswürdigkeiten
- Ehemalige Abtei St. Johannsen (beherbergt heute das Massnahmezentrum St. Johannsen)
- Jolimontgut
- Schloss Thielle

## Politik
Gemeindepräsident ist Bruno Dorner (Stand 2024).
Bei den Nationalratswahlen 2023 betrugen die Wähleranteile in Gals (in Klammern die Veränderung im Vergleich zu den Wahlen 2019 in Prozentpunkten): SVP 37,21 % (+5,72), SP 13,85 % (+0,56), Mitte 9,67 % (−2,69), FDP 9,18 % (+2,55), Grüne 8,71 % (−5,06), glp 8,61 % (−2,43), EDU 3,47 % (+3,21), SD 2,17 % (+2,12), EVP 1,78 % (−1,82).